# Wilga białolica
Wilga białolica (Oriolus albiloris) – gatunek ptaka z rodziny wilgowatych (Oriolidae). Występuje endemicznie na wyspie Luzon w północnych Filipinach.
Systematyka
Jest to gatunek monotypowy. Wilga białolica bywała niekiedy uznawana za podgatunek wilgi filipińskiej (O. steerii).
Status
IUCN uznaje wilgę białolicą za gatunek najmniejszej troski (LC, Least Concern) nieprzerwanie od 1988 roku. Liczebność populacji nie została oszacowana, w 2000 roku ptak ten opisywany był jako dość pospolity. Trend liczebności populacji uznawany jest za spadkowy.